# Plethodon amplus

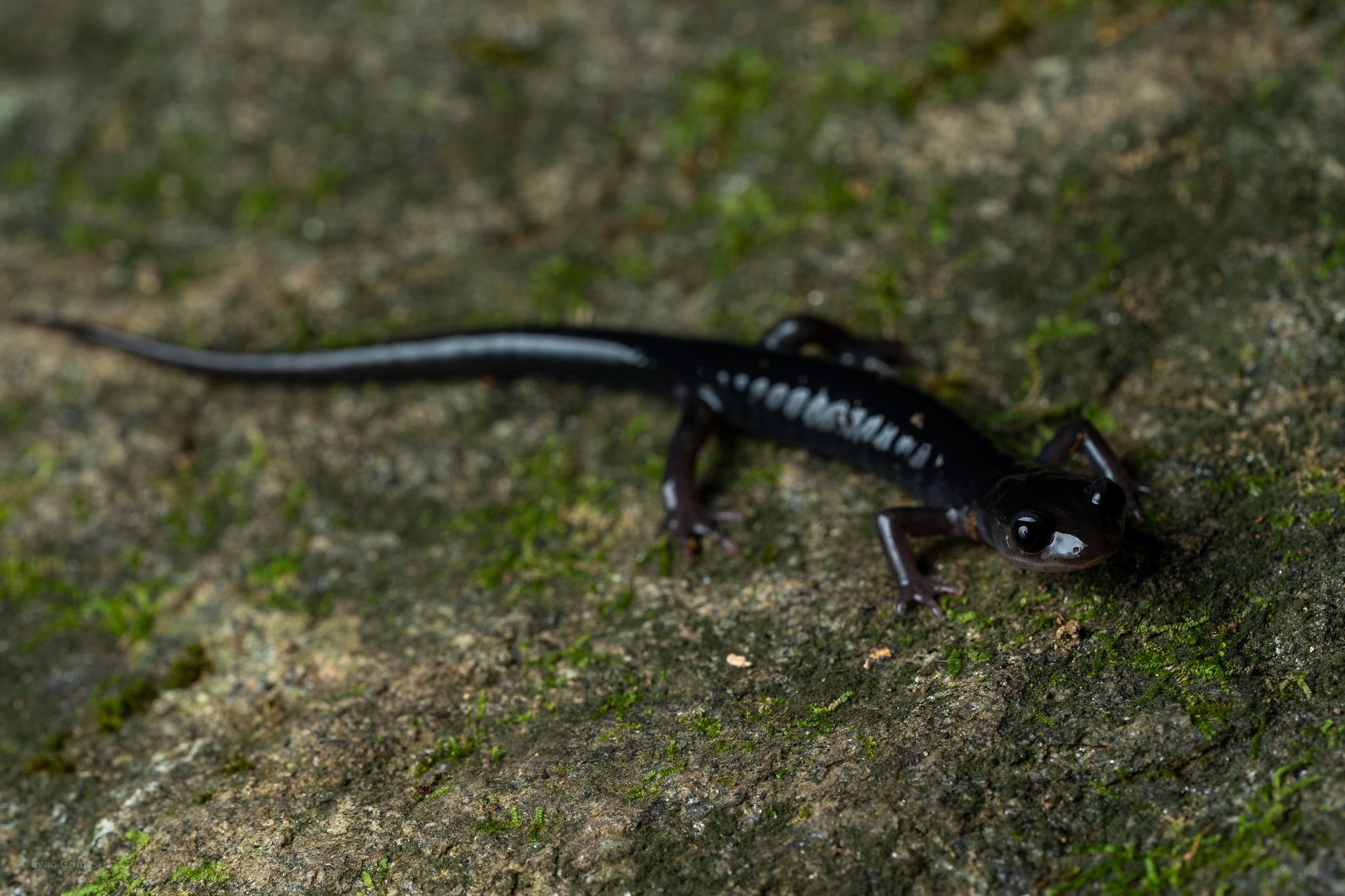
Plethodon amplius

Plethodon amplus är en groddjursart som beskrevs av Richard Highton och Robert Peabody 2000. Plethodon amplus ingår i släktet Plethodon och familjen lunglösa salamandrar. IUCN kategoriserar arten globalt som sårbar. Inga underarter finns listade i Catalogue of Life.